# Filmation
Filmation Associates foi uma produtora de desenhos animados, séries e filmes para a televisão. Responsável por produzir mais de 70 séries animadas, como A Poderosa Ísis, Shazam!, Novas Aventuras do Superman, Viagem Fantástica, He-Man e She-Ra. Fundada em 1962 na California, as atividades da Filmation encerraram em 1989, quando parte de seu catálogo foi vendido. Foi uma grande concorrente da Hanna-Barbera e da DePatie-Freleng Enterprises.

## Origens e História
O principal executivo histórico da Filmation, Lou Scheimer, encontrou seu sócio Hal Sutherland quando ele trabalhava na Larry Harmon Pictures, os criadores de desenhos animados para a TV do Bozo e do Popeye. Depois do fechamento do estúdio, foi oferecido a Scheimer e Sutherland a produção de um desenho educativo chamado Rod Rocket. Nessa época também aceitaram produzir uma série de desenhos baseados na vida de Cristo, patrocinado pela Family Films, de propriedade da Igreja Luterana Missouri Synod. Com o dinheiro, a dupla criaria o estúdio True Line. A True Line mudou para Filmation Associates Corporation depois que Rod Rocket foi sindicalizado em  1963.
Depois de algum tempo produzindo comerciais para a TV, eles aceitaram em fazer para a CBS uma série animada do Superman. Lançada em 1966, sucederam-se outras séries com personagens da DC Comics. Em 1968, surgiria o maior sucesso nacional do estúdio: O The Archie Show. Com o sucesso dessas séries, a Filmation iniciaria os anos 70 como uma das grandes produtoras do ramo das séries animadas.
Se seguiriam a Star Trek/Jornadas nas Estrelas, Flash Gordon e He-Man e os Mestres do Universo, She-Ra e Os Fantasmas. Além dos desenhos animados, a Filmation produziu algumas séries com atores reais (Live-action shows): Ark II, Shazam! (baseado no Capitão Marvel da DC Comics) e a super-heroína Ísis.
Ainda nos anos 70 a Filmation produziu séries com personagens clássicos dos desenhos animados: Super Mouse e Faísca e Fumaça (Mighty Mouse and Heckle & Jeckle), além de uma nova série de Tom & Jerry.
A marca registrada das produções da empresa (começando em 1969 e terminando em 1981) foi um crédito rotativo "Produzido por" (e em alguns shows ", Produtores Executivos") com os nomes de Lou Scheimer/Norm Prescott visto nos encerramentos e anos mais tardes nas aberturas de produções, como um dispositivo que supostamente foi criado para permitir Prescott e Scheimer compartilhar faturamento igual. Anteriormente, o nome de Scheimer tinha sido colocado acima de Prescott. No entanto, as produções Filmation posteriores creditada apenas Lou Scheimer na forma de sua assinatura ("Produtor Executivo" e em algumas produções "Produtor"), começando em 1982 com Gilligan´s Planet.
Em 1983, a Filmation estreia sua nova logomarca (com letras coloridas) na produção He-Man and the Masters of the Universe.
Muitos de seus shows, em particular as produções dos anos 1970 e final dos anos 1980, são notáveis por transmitir uma simples moral ou lição de vida (explicado por um personagem-chave, de uma maneira para crianças) no epílogo.

## Fim da Filmation
Em 1989, a Westinghouse vendeu Filmation a um consórcio de investidores liderado pela empresa de cosméticos L'Oréal, Paravision International. Antes que a venda fosse concluída, Westinghouse fechou o estúdio de cinema em 3 de fevereiro de 1989, que deixou L'Oreal com apenas a biblioteca da Filmation. Isso aconteceu um dia antes de uma nova lei entrou em empresas que necessitam de prática para dar aos funcionários 60 dias de antecedência antes de uma rescisão em massa.
A venda para a L'Oréal acabou sendo ruim para a Filmation pois o seu acervo foi abandonado. Depois da venda, Lou Scheimer, o seu presidente histórico, fundou a Lou Scheimer Productions. Mas jamais conseguiu recuperar o brilho de seu antigo estúdio.
Nos anos 2000, a empresa britânica Entertainment Rights adquiriu o acervo e a biblioteca da Filmation, produzindo também DVDs de seus programas, em 2009, a Entertainment Rights foi adquirida pela Classic Media, mandando todo o acervo da Filmation para a Classic Media, com a aquisição da DreamWorks Animation pela Classic Media em 2012, os direitos e catálogo da Filmation passaram a pertencer à DreamWorks Animation e agora são distribuídos sob o rótulo DreamWorks Classics.

## Técnica
A Filmation ficou conhecida por uma usar uma técnica de animação chamada rotoscopia, que copiava movimentos filmados em live-action, fazendo com que a ação de seus personagens ficassem incrivelmente realistas. A animação era feita de forma limitada, onde os personagens não eram redesenhados totalmente, animados em partes. Isso permitia que a atração tivesse ótimos resultados e um custo muito pequeno.

## Catálogo da Filmation
Desde então, os ativos de propriedade intelectual do estúdio mudaram mãos em um número de ocasiões. As produções que formam a maioria da Filmation foram vendidos a Hallmark Cards em 1995, e gerida pela sua subsidiária Hallmark Entertainment. No entanto, já que o resto da produção da Filmation foi baseado em personagens licenciados de outras empresas, tais títulos eram, na verdade (e ainda são) sob o controle de outros estúdios (como CBS Television Distribution e Warner Bros.).
Em março de 2004, a propriedade da biblioteca da Filmation, que estava sob a posse de Hallmark, foi vendida para a Entertainment Rights.
Em 1 de abril de 2009, foi anunciado que o entretenimento Direitos seria adquirido pelo Boomerang Media e em 11 de maio de 2009, foi anunciado que as subsidiárias e escritórios de entretenimento Direitos seriam absorvidos sob o nome Classic Media.
Em 2012, foi anunciado que a Classic Media, proprietária da biblioteca da Filmation, seria adquirida pela DreamWorks Animation, tornando uma subsidiária chamada DreamWorks Classics. DreamWorks Animation e sua biblioteca, incluindo a Filmation (não incluindo produções cujos direitos são propriedade de outras empresas, tais como The New Adventures of Gilligan e Star Trek: The Animated Series), viria a ser adquirida em 28 de abril de 2016 pela NBC Universal por US $ 3,8 bilhões.

## Séries da Filmation

### Anos 1960
- The New Adventures of Superman (1966–1967 CBS)
- The Superman/Aquaman Hour of Adventure (1967–1968 CBS)
- Journey to the Center of the Earth (1967 ABC)
- Fantastic Voyage (1968 ABC)
- Aquaman (1968 CBS)
- The Archie Show (1968 CBS)
- The Batman/Superman Hour (1968–1969 CBS)
- The Archie Comedy Hour (1969 CBS)
- The Adventures of Batman and Robin the Boy Wonder (1969–1970 CBS)
- The Hardy Boys (1969 ABC)

### Anos 1970
- Will the Real Jerry Lewis Please Sit Down? (1970 ABC) exibido pela extinta Rede Manchete
- Sabrina and the Groovie Goolies (1970 CBS & ABC) exibido pela TV Bandeirantes
- Archie's Funhouse (live-action/animation hybrid) (1970 CBS)
- Sabrina The Teenage Witch (1971–1974 CBS) exibido pela TV Bandeirantes e TV Gazeta
- Archie's TV Funnies (1971 CBS) exibido pela TV Bandeirantes
- Fat Albert and the Cosby Kids (1972 CBS)
- The Brady Kids (1972–1974 ABC) exibido pela TV Globo
- Lassie's Rescue Rangers (1973–1974 ABC) exibido pela TV Globo, TV Record e SBT
- Star Trek: The Animated Series (1973 NBC) exibido pela TV Globo e pela extinta TV Tupi
- My Favorite Martians (1973 CBS)
- Mission: Magic (1973 ABC) exibido pela TV Record e SBT
- The U.S. of Archie (1974) exibido pela TV Bandeirantes
- The New Adventures of Gilligan (1974 ABC)
- Shazam! (live-action TV series) (1974 CBS) exibido pela TV Globo e pela TV Record
- The Secret Lives of Waldo Kitty (1975 NBC) exibido pela TV Globo
- The Secret of Isis (live-action TV series) (1975 CBS) exibido pela TV Record
- The Ghost Busters (live-action TV series) (1975 CBS) exibido pela TV Globo
- Uncle Croc's Block (1975 ABC) (com Fraidy Cat, Wacky and Packy, and M*U*S*H)
- Tarzan, Lord of the Jungle (1976 CBS) exibido pela TV Globo, TV Record e SBT
- Ark II (live-action TV series) (1976 CBS) exibido pela TV Record e SBT
- The New Adventures of Batman (1977 CBS) exibido na TV Globo e SBT
- Space Academy (live-action TV series) (1977 CBS) exibido pela TV Gazeta
- Space Sentinels (1977 NBC) - Record
- Tarzan and the Super 7 (1978 CBS) exibido pela TV Record e SBT
- Fabulous Funnies (1978 NBC)
- Mighty Mouse, Heckle & Jeckle, & Quackula Adventure Hour (1979 CBS) com a Paramount Pictures subsdiária com a Viacom, no Brasil exibido na Rede Globo e na TV Record
- Jason of Star Command (live-action TV series) (1979 CBS)
- The New Adventures of Flash Gordon (1979–1981 NBC) exibido pela TV Globo
- The Brown Hornet (segmento de Fat Albert) (1979 CBS)
- Sport Billy (1979 NBC) exibido pela Rede Manchete e RECORD

### Anos 1980
- The Tom and Jerry Comedy Show (1980 CBS) exibido pelo SBT, Cartoon Network e Boomerang
- The Tarzan/Lone Ranger Adventure Hour (1980–1981 CBS) exibido pela SBT e RECORD
- Blackstar (1981 CBS) exibido pela Rede Globo, TV Record e SBT
- Hero High (1981 CBS)
- Kid Superpower Hour with Shazam! (1981 NBC)
- The Tarzan/Lone Ranger/Zorro Adventure Hour (1981–1982 CBS) exibido pela Rede Globo, RECORD
- Gilligan's Planet (1982 CBS)
- He-Man and the Masters of the Universe (1983–1985 Synd) exibido na Rede Globo, TV Record e nos canais pagos com Cartoon Network, Locomotion, Boomerang, Tooncast e Gloob
- The Adventures of Fat Albert and the Cosby Kids (1984–1985 Synd)
- She-Ra: Princess of Power (1985–1987 Synd) exibido na Rede Globo, Cartoon Network, Locomotion, Boomerang, Tooncast e Gloob
- The Original Ghostbusters (1986–1988 Synd) exibido pelo SBT, Cartoon Network, Boomerang e Tooncast,
- BraveStarr (1987–1989 Synd) exibido pela TV Globo